# Мельвиль, Жан-Пьер
Жан-Пьер Мельви́ль (фр. Jean-Pierre Melville, настоящая фамилия — Грюмбах, фр. Grumbach; 20 октября 1917, Париж — 2 августа 1973, там же) — французский кинорежиссёр и сценарист.

## Биография и творчество
Родился в Париже 20 октября 1917 г. в семье эльзасских евреев. Его прадед, Авраам Грюмбах (Виттенгейм, 1812-Бельфор, 1879), его дед Жак Грюмбах (Бельфор 1841-1899) держали мясную лавку в Бельфоре. Отец, Жюль (Бельфор, 1875 г. - Париж, 1935 г.), занимался  торговлей тканями и одеждой, переехав жить в Париж. Мать - Берта Грюмбах, брат- Жак Грюмбах ( 1902-?), сестра - Жанин Грюмбах ( 1913-?). 
В детстве под влиянием своего дяди — известного парижского антиквара — полюбил театр, цирк и мюзик-холл. В 1920-е годы кино, ввиду его технического несовершенства, ещё не привлекало его с той известной всеобъемлющей страстью, которой он был известен будучи пылким синефилом. По его словам, в то время кино для него было на третьем месте. Однако появление звукового кинематографа (американского) значительно изменило его приоритеты, и он буквально стал смотреть кино «днём и ночью», отдавая предпочтение именно заокеанской кинопродукции. В 1943 году, будучи солдатом, он потратил недельную увольнительную в Лондоне на то, чтобы посмотреть двадцать семь фильмов.
Участвовал во Второй мировой войне, в том числе в Южно-французской операции. Во время войны находился в подполье французского Сопротивления, побывал в испанской тюрьме, перебрался в Лондон, затем находился в войсках Сражающейся Франции, принимал участие в боях за Монте-Кассино, сражался на улицах Лиона. Демобилизовавшись и вернувшись с фронта в Париж в 1946 году, подал заявку в профсоюз кино на получение лицензии ассистента режиссёра; получив отказ по формальным причинам, решил ставить фильмы своими средствами, для чего основал компанию.
Во время войны принял псевдоним Мельвиль как дань любимому писателю Герману Мелвиллу и затем сохранил его в качестве артистического.
В 1946 году Мельвиль снял свой первый фильм — «Двадцать четыре часа из жизни клоуна», свою единственную документальную и единственную короткометражную ленту, которая представляет собой рассказ о сутках из жизни клоуна Беби и его напарника Маисса, выступающих в цирке «Медрано» на Монмартре. В картине уже усматриваются будущие узнаваемые черты его складывающейся режиссёрской киноэстетики (натурные съёмки на улицах в документальной стилистике и с наблюдениями за повседневными проявлениями жизни).
Следующим его фильмом стала экранизация одного из самых известных французских романов военных лет «Молчание моря», написанного французским писателем Жаном Марселем Брюллером под псевдонимом Веркор. Фильм «Молчание моря» был снят без поддержки профсоюза, по выражению его биографа Руя Ногейры, «абсолютно вне производственной системы того времени» за 27 дней.
Независимое положение Мельвиля и его «репортажный» стиль (он одним из первых французских режиссёров постоянно применял натурные съёмки) оказали решающее влияние на французскую новую волну. Когда Годар столкнулся с трудностями при монтаже фильма «На последнем дыхании» (1959), именно Мельвиль, участвовавший в фильме как актёр, предложил просто смонтировать лучшие части дублей, положив тем самым начало знаменитой новаторской технике «рваного монтажа». Франсуа Трюффо признался Мельвилю, что смотрел картину «Ужасные дети» двадцать пять раз, пригласил актёра Ги Декомбля на роль учителя в «Четыреста ударов» (1959) после того, как увидел его в образе комиссара Ледрю в фильме «Боб — прожигатель жизни», и обратился за советом именно к Мельвилю, столкнувшись с проблемами в ходе написания сценария к фильму «451° по Фаренгейту» (1966). Вскоре после широкой премьеры картины «Молчание моря» Мельвилю позвонил Жак Беккер и сказал, что посмотрел его фильм в компании с Жаном Ренуаром, считает фильм великолепным и добавил: «Что ж, после просмотра Жан сказал кое-что не очень любезное по отношению ко мне, — ответил Беккер. — Он сказал, что „Молчание моря“ — это лучший фильм, который он видел за последние пятнадцать лет». О его фильмах писали такие критики и режиссёры, как Андре Базен, Жак Риветт, Жиль Жакоб, Бертран Тавернье.
Как написал журнал «Экспресс» через несколько дней после премьеры фильма «Армии теней», «каждый раз, когда у Жан-Пьера Мельвиля выходит новый фильм, все режиссёры, включая тех, кто ненавидит Мельвиля, бегут в кинотеатры посмотреть, „как это сделано“».
Сам себя Мельвиль характеризовал как «крайнего индивидуалиста» и «анархиста правого крыла». Чтобы сохранить независимость от диктата продюсеров, предпочитал работать на собственной студии. Он ненавидел праздники, так как они тормозили рабочий процесс, а его квартира была расположена над его собственной киностудией.
Умер от сердечного приступа во время обеда в ресторане с другом — кинорежиссёром Филиппом Лабро, который в том же 1973 году написал послесловие к книге «Кинематограф по Мельвилю». Похоронен на кладбище Пантен.
Возрождение интереса к творчеству Мельвиля пришлось на 1990-е годы, когда его стали называть в числе своих кумиров такие режиссёры, как Квентин Тарантино и Джон Ву. Так, на упрёки в том, что он не ходил в киношколу, Тарантино гордо отвечает, что он ходил в кино, и приводит в качестве доказательства своей позиции творческий путь Мельвиля. «Не нужно учиться в киношколе, не нужно ничего знать о линзах или объективах — к чёрту всю эту чушь, — говорит он в одном телевизионном интервью. — Когда смотришь „Боб — прожигатель жизни“, „Самурай“ или „Второе дыхание“, то понимаешь, что если ты просто очень любишь кино, — по-настоящему любишь, всем сердцем и достаточно страстно, — то тебе никуда не деться от того, чтобы снять хороший фильм». Аудиокомментарий Джона Ву на DVD-издании «Киллера» начинается со слов: «Этот фильм посвящается двум великим мастерам — Мартину Скорсезе и Жан-Пьеру Мельвилю».
В 1994 году во Флоренции состоялась ретроспектива его фильмов.

## Режиссёрский почерк и восприятие критики
Мельвиль завоевал известность трагическими, минималистскими фильмами на криминальную тематику («Самурай», «Красный круг»), в которых главные роли исполняли наиболее харизматичные актёры Франции — Ален Делон, Ив Монтан, Жан-Поль Бельмондо, Лино Вентура, Серж Реджани. Их герои в полной мере проявляют себя только в условиях ежеминутной близости смерти, которые предоставляет криминальное или партизанское подполье.
Режиссёрский стиль Мельвиля, сложившийся под влиянием кинематографа США, фетишизирует типичные аксессуары гангстерских фильмов — оружие, костюмы и особенно шляпы. В поведении гангстеров режиссёра занимают не столько содержание и цель, сколько его внешняя сторона — процедура, ритуал. Его собственные поиски проходят в области классических жанровых форм, он цитирует голливудское кино и предпочитает условность павильонов натурной съёмке, что приводило к недопониманию некоторых представителей новой волны.
Символично, что первым фильмом, разделившим режиссёра с новой волной стал его первый крупный гангстерский фильм: в декабре 1962 года Трюффо предупредил Мельвиля, что в «Стукаче» тот идёт «по ложному пути грубости и брутальности», а критик «Кайе дю синема» Серж Даней написал о «Самурае», что с таким же успехом Мельвиль мог бы снимать рекламные ролики дождевых плащей. Отвечая на упрёки в коммерциализации и неверности идеалам нового кино, Мельвиль вступал с нововолновцами в дискуссии на страницах печатных изданий. После же переоценки его вклада в кинематограф в ноябре 1996 года журнал «Кайе дю синема» посвятил Мельвилю целый номер. Эмманюэль Бюрдо на страницах «Кайе» сравнивает его с Тати, Годаром и Антониони как одного из первых портретистов новой европейской «постиндустриальной» реальности конца шестидесятых–начала семидесятых годов.
Гангстерские картины Мельвиля не копируют голливудское кино, но создают авторские вариации на заданные темы: режиссёр американизирует имена и внешний облик персонажей, предметы интерьера и марки автомобилей, которыми пользуются его бандиты, и в этом калейдоскопическом преломлении французского через призму американского (и наоборот) отчасти заключается метафизический подтекст гангстерских сюжетов, то удивление перед ускользающим от окончательной интерпретации экранным миром, которое всегда носит сугубо кинематографический характер.
Этого же магического воздействия неоднозначности художественного образа Мельвиль пытается добиться, снимая во Франции «вестерны, действие которых происходит в Париже вместо Дикого Запада, в наши дни вместо Гражданской войны и с автомобилями вместо лошадей». Он говорил, что старается соответствовать строгим, во многом незыблемым жанровым канонам, согласно которым, если в начале вестерна герой выходит из тюрьмы, то публика не просто знает, что к концу титров этот персонаж толкнёт ногой дверь в салун, — она ждёт этой сцены.
Всегда требовательный к своим подчинённым, он терпеть не мог опозданий на площадку и не допускал романтических отношений между членами съёмочной группы; его коллектив находился в полной готовности к съёмкам в любое время суток: «У тебя не могло быть никакой личной жизни, ты был обязан работать по ночам и по выходным!» — вспоминала об особенностях сотрудничества с Мельвилем монтажёр «Армия теней» Франсуаз Бонно. Мельвиль фанатично относился к каждой детали в кадре, часто подходил к актёрам, чтобы поправить воротник рубашки или угол наклона шляпы, и считал непрофессионалом Джан Мария Волонте, который не придавал значения подобным мелочам. Его тяжёлый, экстремально деспотичный характер вкупе с декларируемым лозунгом «ничто не имеет значения, кроме кино» постоянно приводил к конфликтам — с актёрами, продюсерами, писателями, по произведениям которых он ставил фильмы.
Художественную вселенную Мельвиля называют вакуумной, для неё свойственна разрежённость событий и персонажей, эластичность субъективно переживаемого времени: «ноющее затишье прострочено резкими взрывами действия» (Дэйв Кер). Последние фильмы Мельвиля «столь же продуманны, бесстрастны и абстрактны, как игра в шахматы».

## «Пантеон» Мельвиля
В октябре 1961 года в «Кайе дю синема» был опубликован список любимых Мельвилем американских режиссёров 1930—1940-х годов, состоящий из 64 имён: Басби Беркли, Ричард Болеславский, Фрэнк Борзэдж, Клэренс Браун, Гарольд С. Буке, Ллойд Бэкон, B.C. Ван Дайк, Кинг Видор, Сэм Вуд, Тэй Гарнетт, Альфред Грин, Эдвард Гриффит, Эдмунд Гулдинг, Аллан Двон, Рой Дел Рут, Сесил Блаунт Демилль, Вильгельм Дитерле, Гарсон Канин, Фрэнк Капра, Майкл Кёртис, Генри Кинг, Джек Конуэй, Мериан К. Купер, Джон Кромвелл, Джеймс Крюзе, Джордж Кьюкор, Уильям Кили, Генри Костер, Митчелл Лайсен, Грегори Ла Кава, Фриц Ланг, Роберт Леонард, Мервин Ле Рой, Фрэнк Ллойд, Сидней Лэнфилд, Эрнст Любич, Льюис Майлстоун, Лео Маккэри, Норман 3. МакЛауд, Рубен Мамулян, Арчи Майо, Эллиот Наджент, Генри К. Поттер, Грегори Ратов, Джордж Стивенс, Марк Сэндрич, Альфред Сэнтелл, Норман Торог, Ричард Торп, Уильям Уайлер, Джеймс Уэйл, Уильям Уэллман, Джордж Фицморис, Роберт Флаэрти, Виктор Флеминг, Джон Форд, Сидней Франклин, Бен Хект, Говард Хоукс, Генри Хэтэуэй, Эрнест Б. Шодсак, Джон М. Шталь, Джозеф фон Штернберг, Рэй Энрайт.

## Известные высказывания
- Вы зовёте людей на свой фильм не для того, чтобы учить их чему-либо, а чтобы удивлять их, доставлять им то мюзик-холльное удовольствие, которым и является кино.
- Надо, чтобы через пятьдесят лет, когда все мои фильмы покажут за три дня на семинаре в каком-нибудь Марли, зрители поняли, что в первом и последнем из этих фильмов, несомненно, есть что-то общее на уровне языка или на уровне темы и что сквозь все эти выдуманные истории проглядывает один и тот же автор, всё тот же славный малый, всё с тем же набором красок на палитре[16].

## Фильмография

### Режиссёр
- 1945 — Двадцать четыре часа из жизни клоуна / Vingt-quatre heures de la vie d’un clown (к/м)
- 1949 — Молчание моря / Le silence de la mer
- 1950 — Трудные дети / Les enfants terribles
- 1953 — Когда ты прочтёшь это письмо / Quand tu liras cette lettre
- 1955 — Боб — прожигатель жизни / Bob le flambeur
- 1959 — Двое на Манхэттене / Deux hommes dans Manhattan
- 1961 — Леон Морен, священник / Léon Morin, prêtre
- 1962 — Стукач / Le doulos
- 1963 — Старший Фершо / L’aîné des Ferchaux
- 1966 — Второе дыхание / Le deuxième souffle
- 1967 — Самурай / Le samouraï
- 1969 — Армия теней / L’armée des ombres
- 1970 — Красный круг / Le cercle rouge
- 1972 — Полицейский / Un flic

### Актёр
- 1950 — Орфей
- 1959 — Двое на Манхэттене / Deux hommes dans Manhattan
- 1959 — Знак льва / Le Signe du Lion
- 1960 — На последнем дыхании
- 1963 — Ландрю